# هاينر ويلمر
هاينر ويلمر (بالألمانية: Heiner Wilmer)‏ هو كاتب ألماني، ولد في 9 أبريل 1961 في Schapen ‏ في ألمانيا.

## وصلات خارجية
- هاينر ويلمر على موقع مونزينجر (الألمانية)